# Scudderia septentrionalis
Scudderia septentrionalis är en insektsart som först beskrevs av Jean Guillaume Audinet Serville 1838.  Scudderia septentrionalis ingår i släktet Scudderia och familjen vårtbitare. Inga underarter finns listade i Catalogue of Life.